# چیزهای بهتر (ترانه)
چیزهای بهتر (انگلیسی: Better Things) یک تک‌آهنگ منتشر شده توسط کینکس است که در ژوئن ۱۹۸۱ در بریتانیا و در نوامبر همان سال در ایالات متحده آمریکا منتشر شد.